# Subregiones de Portugal

Las 25 subregiones de Portugal, incluidas las dos áreas metropolitanas en rojo, y las 23 comunidades intermunicipales.

En Portugal hay 25 subregiones, también conocidas como comunidades intermunicipales, siendo la tercera división las Unidades Territoriales con Fines Estadísticos (NUTS), distribuidas entre las siete regiones nacionales. Inicialmente fueron creados por las comisiones regionales de coordinación y desarrollo (CCDR). No tienen una administración significativa, por el contrario, sirven para recopilar datos, planificar medidas económicas y cumplir con las competencias, recibidas a través de la Ley n.º 50/2018 de 16 de agosto del gobierno portugués.
Las 25 subregiones también comprenden las subregiones de Azores y Madeira, que son al mismo tiempo una región. Desde un punto de vista geográfico y estadístico, son comparables. Sin embargo, debido al diferente grado de autonomía que tienen, son geográficamente muy diferentes a las 23 subregiones del continente.
Las subregiones también se conocen como comunidades intermunicipales, existiendo 23 de estas entidades, destacándose las dos subregiones restantes, que se consideran áreas metropolitanas. La mayoría de las subregiones no corresponden a los distritos existentes, ya que son divisiones territoriales nuevas y fueron divididas de acuerdo al desarrollo de cada municipio, perteneciendo a las subregiones que mejor corresponden al desarrollo registrado. Hay distritos, como Viana do Castelo, Portalegre y Faro, que corresponden territorialmente a su subregión, en este caso Alto Minho, Alto Alentejo y Algarve .
De acuerdo con la ley marco sobre la transferencia de competencias a las corporaciones locales y subregiones (Ley n.º 50/2018, de 16 de agosto), las subregiones, o entidades intermunicipales, tienen competencias para planificar la red de transporte escolar y gestionar las autoridades de transporte, planificar la oferta educativa, gestionar la red de unidades de atención primaria de salud y unidades de cuidados de larga estancia, la red de parques de bomberos voluntarios, la red de jueces de paz, la participación en acciones o proyectos para la reinserción social de jóvenes y adultos, desarrollo de la promoción turística, gestión de puertos regionales, gestión de proyectos financiados con fondos europeos y programas de atracción de inversiones.

## Divisiones NUTS
Existen tres divisiones de las Unidades Territoriales con Fines Estadísticos, también conocidas como NUTS, que dividen al país de manera diferente:
- NUTS 1: división en Portugal continental y las islas de las Azores y Madeira;
- NUTS 2: división en siete regiones nacionales y;
- NUTS 2: división en 25 subregiones nacionales.

| NUECES 1             |  | NUECES 2                          |                                   | NUECES 3                          |
| continente e islas   |  | 7 regiones                        |                                   | 25 subregiones                    |
| -------------------- |  | --------------------------------- | --------------------------------- | --------------------------------- |
| Portugal continental |  | Alentejo                          |                                   | Alentejo Central                  |
| Portugal continental |  | Alentejo                          | Alentejo Litoral                  |                                   |
| Portugal continental |  | Alentejo                          | Alto Alentejo                     |                                   |
| Portugal continental |  | Alentejo                          | Baixo Alentejo                    |                                   |
| Portugal continental |  | Alentejo                          | Leziria do Tejo                   |                                   |
| Portugal continental |  | Algarve                           |                                   | Algarve                           |
| Portugal continental |  | Centro                            |                                   | Beira Baixa                       |
| Portugal continental |  | Centro                            | Beiras y Serra da Estrela         |                                   |
| Portugal continental |  | Centro                            | Médio Tejo                        |                                   |
| Portugal continental |  | Centro                            | Oeste                             |                                   |
| Portugal continental |  | Centro                            | Región de Aveiro                  |                                   |
| Portugal continental |  | Centro                            | Región de Coímbra                 |                                   |
| Portugal continental |  | Centro                            | Región de Leiria                  |                                   |
| Portugal continental |  | Centro                            | Viseu Dão-Lafões                  |                                   |
| Portugal continental |  | Gran Área Metropolitana de Lisboa |                                   | Gran Área Metropolitana de Lisboa |
| Portugal continental |  | Norte                             |                                   | Alto Miño                         |
| Portugal continental |  | Norte                             | Alto Támega                       |                                   |
| Portugal continental |  | Norte                             | Gran Área Metropolitana de Oporto |                                   |
| Portugal continental |  | Norte                             | Ave                               |                                   |
| Portugal continental |  | Norte                             | Cávado                            |                                   |
| Portugal continental |  | Norte                             | Duero                             |                                   |
| Portugal continental |  | Norte                             | Támega y Sousa                    |                                   |
| Portugal continental |  | Norte                             | Tierras de Trás-os-Montes         |                                   |
| Azores               |  | Azores                            |                                   | Azores                            |
| Madera               |  | Madera                            |                                   | Madera                            |